# Anthony Lazzaro
Anthony Lazzaro, né le 26 août 1963 à Charleston, est un pilote automobile américain.

## Biographie
Anthony Lazzaro commence par le karting, remportant de nombreuses compétitions mondiales entre 1987 et 1992. Il passe en endurance en 1993, remportant les Olds Pro Series en 1993 et la Hooter Formula Cup en 1995. En 1996, en monoplace, il rejoint l'Atlantic Championship et remporte une course dès sa première saison. Après une nouvelle victoire en 1997, trois autres en 1998, il est sacré champion en 1999 avec quatre succès.
En 1999, il fait ses débuts en stock-car en ARCA. Cette année-là, il est accidenté dans un très grave crash à Talladega, et souffre d'une compression de la vertèbre thoracique T3. En 2000, alors qu'il était prévu qu'il rejoigne la division supérieure (NASCAR Cup Series), mais à cause de sa blessure, n'est pas autorisé à rouler sur les Superspeedways de la compétition, et doit finalement rouler en NASCAR Busch Series. Après un manque de résultats, il n'est pas conservé par son équipe à mi-saison.
Entre 2001 et 2002, il participe à six courses en Indy Racing League, pour Sam Schmidt Motorsports, avec pour meilleur résultat deux neuvièmes places à Miami et Nazareth.
Il participe aux championnats de voitures de sport d'Amérique du Nord : les American Le Mans Series et les Rolex Sports Car Series entre 1998 et 2013. Il remporte les 24 Heures de Daytona dans la catégorie GT3 en 1999. Il est troisième des Rolex Sports Car Series en 2002 en catégorie SportsRacing Prototypes II avec sept victoires. En 2003, il est cinquième de la catégorie GT des American Le Mans Series. Cette année-là, il participe aux 24 Heures du Mans avec Risi Competizione et termine 26e (huitième de la catégorie GT). Il termine deuxième du classement général des 24 Heures de Daytona, son meilleur résultat dans cette épreuve. En 2004, en ALMS en GT, il gagne une course et termine septième du championnat. En 2005, il effectue une nouvelle pige en NASCAR.
Toujours dans les deux championnats d'endurance nord-américains en GT, en 2013 il passe en LMP2 en ALMS et monte sur trois podiums, tout en restant en GT en Rolex Sports Car Series, montant sur quatre podiums.
Les deux championnats fusionnent en 2014 pour donner le United SportsCar Championship. Anthony Lazzaro y est engagé en catégorie Prototype avec Extreme Speed Motorsports. Il termine également troisième du Pirelli World Challenge avec deux victoires. Après plusieurs années d'absence, il revient à la compétition fin 2018 en Blancpain GT World Challenge America (nouveau nom du Pirelli World Challenge).

## Résultats en compétition automobile

### Palmarès
- Champion de SCCA National Championship Runoffs Formula F en 1993
- Champion de Hooter Formula Cup en 1995
- Champion de Atlantic Championship en 1999
- Vainqueur des 24 Heures de Daytona en catégorie GT3 en 1999

### Résultats aux 24 Heures du Mans
| Saison | Écurie            | Voiture               | Moteur               | Pneus | Coéquipiers                     | Classe | Tours | Pos. | Class. Pos. |
| ------ | ----------------- | --------------------- | -------------------- | ----- | ------------------------------- | ------ | ----- | ---- | ----------- |
| 2003   | Risi Competizione | Ferrari 360 Modena GT | Ferrari F131 3.6L V8 | M     | Ralf Kelleners Terry Borcheller | GT     | 269   | 26e  | 8e          |